# Phoebe kjellbergii
Phoebe kjellbergii är en lagerväxtart som beskrevs av Kostermans. Phoebe kjellbergii ingår i släktet Phoebe och familjen lagerväxter. Inga underarter finns listade i Catalogue of Life.